# Falcon 4.0
Falcon4.0（ファルコン4.0）はマイクロプローズ（Mac版移植はMacSoftが担当）がF-16を題材に、舞台を朝鮮半島に設定したコンバットフライトシミュレーションゲームである。1998年12月12日に初版がリリースされた。

## 概要
Falcon 4.0のリリースは、1991年のFalcon 3.0のリリース以来、実に7年ぶりとなるものであり、グラフィクスやフライトモデルは大幅に向上した。
Falcon3.0に引き続き、制作には米空軍パイロットでF-16教官ピート・ボナニ (Pete Bonanni) が協力している。完全日本語版はマイピックから発売され、厚さ2cmになる詳細な日本語マニュアルが付いていた。特に初期限定のバインダー型マニュアルはオークションなどでの取引対象となっている。
マイクロプローズ社の親会社Atari社は2003年10月下旬をもって同社を閉鎖した為、現在Falcon4.0の権利はAtari社が保有している。
その後、2005年にFalcon4.0のリニューアルバージョン、Falcon 4.0: Allied Forceが発売された。開発元はLead Pursuit LLC社、販売元はGraphsim Entertainment社となっている。
Windows版のソースコード流出により、各種パッチがマイクロプローズ社元社員や一部有志（この中にはコソボ紛争にヴァイパーライダーとして参戦したアメリカ空軍のパイロットや、ロッキード関係者が参加していると言われている）により開発されている。なかでもFreeFalcon5は現在も開発継続中である。
米空軍の公開資料などを元に有志によって制作されたパッチ（Super Pack等）を当てた場合の火器管制システムの再現性に関しては、フライトシミュレーションゲーム随一である。画面に映し出されるコクピットのボタンは全て実機と同じ機能となっているため、韓国空軍などではパイロットの初歩教育でも使用されている。
ダイナミックキャンペーン
Falcon4.0の最大の特徴。何種類かの初期配置の状態を選択し、あとは戦場としての舞台をシミュレートする。Lock On: Modern Air Combat等一般的なフライトシムにみられる「単一ミッションを一つずつクリアしていくマップ形式」ではなく現在の戦況から次々と提示される任務を自ら選択しこなしていくところが特徴である。時間軸は一本の中でプレーヤーや数百のAI機が任務をこなしていく為、戦局が毎回同じと言うことは無い。（常に戦果の影響を受けて変化している）
また、プレーヤー機が撃墜されてもキャンペーンはそのまま進行する（当然、所属飛行隊から損失機数分が減るため今後の任務生成に影響が出る：プレーヤーは戦死歴が1つ付き継続参戦可）　当然、戦争(キャンペーン)は時間として進行しているので指示を受けても出撃しないで終戦を迎えることも可能。
戦場をシミュレートするシステムであり、プレーヤーは大きな戦場の中の一人でしかなく影響力も大きくは無い。極端に言えば与えられたミッションを達成しても戦争には負けてしまう事もある。（他の重要な任務を友軍AI機が失敗する事もあるため）基本的にはプレーヤーの任務達成度がAI機にも影響するようになっている。

## 動作環境
Falcon 4.0はもともと、Windowsを対象にしたフライトシミュレーションであったが、後にMacSoft社からMac版も販売されている。Mac版はMac OSで動作する事を前提としているが、Classic環境下でのMac OS Xでの正常な動作も確認されている。しかし、Mac OS Xでの動作保証はされていない。日本語での環境はWindows版のみとなっている。
しかし、1998年販売当時から動作環境をクリアしている状態でプレイしても、動作速度は鈍いものであり、後に同じコンバット系フライトシミュレーションとなるLock On: Modern Air Combatと比べてもPCに対する要求スペックは大きかった。（ただしLock On: Modern Air Combatでは後述のダイナミックキャンペーンは搭載されていない：定型ミッションのみ）
単一のトレーニング等では軽快に動いてもキャンペーン（特に開始直後の混戦状態）ではFalcon4.0の特徴であるダイナミックキャンペーン（地上部隊一つまで戦闘状態をシミュレートする：よってキャンペーンの行方が毎回同じと言うことはありえない）の処理に多くの処理能力を費やす為である。
Windows、Mac版ともに、ジョイスティックが必須である。

## 内容

### Falcon 4.0
内容は仮想の戦記であり、1990年代前半に韓国に対する北朝鮮の先制攻撃から戦争が始まった、という設定になっている。この際、アメリカは韓国を防衛し、韓国主導の半島統一を目的に作戦機や機動艦隊、機甲部隊を送り込んだ。プレイヤーはその中でF-16を操縦し、様々なミッションを行う。